# Clematis campaniflora
Clematis campaniflora es una especie de liana de la familia de las ranunculáceas.

## Descripción
Es una planta robusta trepadora de hasta 4 m de longitud. Hojas 1-2 pinnadas, con ejes volubles y lóbulos de 30-75 x  15-30 mm, ovado-oblongos u ovado-elípticos, enteros o trilobados, mucronados. Brácteas florales linear-elípticas, libres, muy cortamente pecioladas, insertas ligeramente por debajo de la mitad del pedicelo. Las flores campanuladas, péndulas. Piezas del periantio de 10-13 x 4,4-7,5  mm, oblongas, puberulentas por la cara externa, violeta. Anteras de 2,5-3,5 mm, más largas que el filamento. Los frutos son aquenios de 57 mm, anchamente ovados, comprimidos, con margen engrosado y estilo hasta 2 veces más largo que el cuerpo del aquenio, con parte inferior pelosa y superior glabra.  Florece y fructifica de junio a agosto.

## Distribución
Se encuentra en sotos umbrosos sobre suelos ácidos, en Andalucía en Sierra Norte, Aracena en el oeste de la península ibérica.

## Taxonomía
Clematis campaniflora fue descrita por Félix de Avelar Brotero y publicado en Flora Lusitanica 2: 359, en el año 1805
Citología
El número de cromosomas es: 2n = 16.
Etimología
Clematis: nombre genérico que proviene del griego klɛmətis. (klématis) "planta que trepa".
campaniflora: epíteto latino que significa "con flores en forma de campanilla".
Sinonimia
- Clematis campaniflora Lodd. ex Steud.
- Clematis parviflora DC.
- Clematis revoluta Desf.
- Clematis revoluta Steud.
- Clematis viticella var. campaniflora (Brot.) Willk.
- Clematis viticella subsp. campaniflora (Brot.) Kuntze
- Clematis viticella subsp. revoluta (Desf.) Kuntze
- Viticella campaniflora Bercht. & J.Presl[6]